# Попешти (Подениј Ној)
Попешти (рум. Popești) насеље је у Румунији у округу Прахова у општини Подениј Ној. Oпштина се налази на надморској висини од 176 m.

## Становништво
Према подацима из 2002. године у насељу је живело 652 становника, од којих су сви румунске националности.